# Machineri
Die Machineri (andere Schreibweisen Manchineri, Maniteneri, Matxineri, Maxineri) sind eine indigene Ethnie im Grenzgebiet von Brasilien und Bolivien. Ihren jetzigen Lebensraum haben sie vor 2.500–5.000 Jahren erreicht. Ihr Siedlungsgebiet überlappt mit dem der Yaminawá. Sie sprechen eine Arawak-Sprache. Sie versuchen die Traditionen zu bewahren. Männer kümmern sich um Jagd, Fischfang und Ackerbau. Frauen pflanzen Baumwolle und Kräuter für medizinische Zwecke.
In Brasilien leben sie im Bundesstaat Acre an der Grenze zu Peru im Indianerschutzgebiet Terra Indígena Mamoadate (seit 1987, 3.136 km²), am Ufer des Rio Iaco im Bereich der Gemeinden Sena Madureira und Assis Brasil. Im Jahre 1999 lebten dort 459 Machineri. Bisher blieben sie von Invasionen verschont. Gesundheitsversorgung und Ausbildung werden nur ungenügend durch staatliche Stellen und protestantische Missionare erbracht. Letzteres führt zu Konflikten zwischen Bekehrten und nicht Missionierten.
In Bolivien leben die Machineri im Departamento Pando in der Gemeinde Bolpebra, 450 Menschen leben in der Comunidad San Miguel. Die meisten sind in den letzten 30 Jahren aus Brasilien übergesiedelt, überqueren zum Handeln aber immer wieder die Grenzen.

## Weblink
- Über die Machineri in Bolivien (spanisch)
- Manchineri – Povos Indígenas no Brasil. In: socioambiental.org. (brasilianisches Portugiesisch, spanisch, englisch).